# Cantón de Saint-Aubin-d'Aubigné
El cantón de Saint-Aubin-d'Aubigné era una división administrativa francesa, que estaba situada en el departamento de Ille y Vilaine y la región de Bretaña.

## Composición
El cantón estaba formado por quince comunas:
- Andouillé-Neuville
- Aubigné
- Chevaigné
- Feins
- Gahard
- Melesse
- Montreuil-le-Gast
- Montreuil-sur-Ille
- Mouazé
- Romazy
- Saint-Aubin-d'Aubigné
- Saint-Germain-sur-Ille
- Saint-Médard-sur-Ille
- Sens-de-Bretagne
- Vieux-Vy-sur-Couesnon

## Supresión del cantón de Saint-Aubin-d'Aubigné
En aplicación del Decreto nº 2014-177 de 18 de febrero de 2014, el cantón de Saint-Aubin-d'Aubigné fue suprimido el 22 de marzo de 2015 y sus 15 comunas pasaron a formar parte; diez del nuevo cantón de Antrain, cuatro del nuevo cantón de Melesse y una del nuevo cantón de Betton.